# Square Enix
Square Enix Holdings Co., Ltd. (株式会社スクウェア・エニックス・ホールディングス Kabushiki-gaisha Sukuwea Enikkusu Hōrudingusu) er et computerspilfirma bedst kendt for sin rollespilserie Final Fantasy, Dragon Quest og Kingdom Hearts. Square Enix blev etableret som et resultat af en fusionering mellem Square og Enix.